# 마르그레테 베스타게르
마르그레테 베스타게르 한센(덴마크어: Margrethe Vestager Hansen, 1968년 4월 13일 ~ )은 덴마크의 정치인이다. 소속 정당은 사회자유당이다.
1993년 코펜하겐 대학교 경제학과를 졸업했으며 1993년부터 1997년까지 사회자유당 의장을 역임했다. 2007년부터 2011년까지 사회자유당 원내대표, 2007년부터 2014년까지 사회자유당 대표를 역임했다.
1998년 3월 23일부터 2000년 12월 21일까지 덴마크 기독교부 장관, 1998년 3월 23일부터 2001년 11월 27일까지 덴마크 교육부 장관을 역임했고 2011년 10월 3일부터 2014년 9월 2일까지 덴마크 경제내무부 장관 겸 부총리를 역임했다. 2014년 11월 1일부터 현재까지 유럽 위원회의 장클로드 융커 위원회에서 경쟁 담당 위원을 역임하고 있다.

## 같이 보기
- 아일랜드의 조세 피난처